# Чемпіонат УРСР з баскетболу серед чоловіків
Чемпіонат УРСР з баскетболу — першість України з баскетболу серед чоловічих команд, яка проводилась нерегулярно з 1927 року серед збірних міст, а з 1937 по 1991 роки щорічно серед клубних команд під егідою федерації баскетболу УРСР.

## Історія
Розвиток баскетболу в Україні розпочинається у 1920 році в Чернігові. При чому в перші роки баскетбол сприймався виключно як жіноча гра (так само, як і гандбол). У 1922 році було розіграно першість міста:
Баскетбол. Победительница команда «Виктория». («Вестник физической культуры», #2, 01.12.1922 г., с. 12)
У сезоні 1923 року в Чернігові змагалося вже 20 чоловічих та 8 жіночих команд, переможцями стали «Шквал» та «Серп» відповідно:
В 1923 году почти вся молодежь г. Чернигова была вовлечена в баскетбол... Самыми сильными командами являются команды клуба «Спартак», имеющие в своих рядах игроков с 3-летней практикой. («Вестник физической культуры», #5-6, 05.1924 г., с. 13)
В тому ж 1923 році з'являються команди і в інших містах України — Харкові (Університет ім. Артема), Слов'янську, а згодом і в Одесі.
У 1927 році в УСРР відбувалася 3-я Всеукраїнська Спартакіада. Прем'єрний для чоловіків (і другий для жінок) розіграш першості України з баскетболу пройшов в Одесі з 3 по 6 лютого:
С 3 по 6 февраля в Одессе было разыграно Первенство Украины по баскетболу. Приняли участие в Спартакиаде следующие города: Кременчуг, Тульчин, Одесса, Полтава, Харьков, Киев и женские команды от Бердичева и Одессы. ...На первое место вышли Одесса — 10 очков (соотношение мячей 308:55). Далее Полтава — 8 (111:107); Киев — 6 (120:114); Кременчуг — 4 (83:161) и на последнем Тульчин (69:158) и Харьков (54:148) по очку. Состав Одессы — победителя первенства Украины по баскетболу на 1927 год следующий: Глебов, Ситатенко, Пастушок, Сапожников, Воскобойников. («Вестник физической культуры», #3, 03.1927 г., с. 25)
З 1934 року Чемпіонат УРСР проводиться на регулярній основі, а починаючи з 1937 року — тільки серед клубних команд.

## Призери чемпіонату УРСР
| Сезон       | Чемпіон                      | Срібло                         | Бронза                                            | Примітка         |
| ----------- | ---------------------------- | ------------------------------ | ------------------------------------------------- | ---------------- |
| 1927        | Збірна Одеса                 | Збірна Полтава                 | Збірна Київ                                       |                  |
| 1934        | Збірна Одеса                 | Збірна Київ                    | Збірна Харків                                     |                  |
| 1935        | Збірна Одеса                 | Збірна Київ                    | Збірна Харків                                     |                  |
| 1936        | Збірна Одеса                 | Збірна Харків                  | Збірна Київ                                       |                  |
| 1937        | «Тесляр»/СКА/ (Одеса)        | «Локомотив» (Дніпропетровськ)  | «Рот-Фронт» (Київ)                                |                  |
| 1938        | «Тесляр»/СКА/ (Одеса)        | ДКА/СКА (Київ)                 | «Рот-Фронт» (Київ)                                |                  |
| 1939        | «Червона зірка»/СКА (Одеса)  | ОДО/СКА (Київ)                 | «Динамо» (Харків)                                 |                  |
| 1940        | «Червона зірка»/СКА (Одеса)  | «Наука»/«Буревісник» (Київ)    | «Динамо» (Харків)                                 |                  |
| 1944        | ?                            | ?                              | ?                                                 |                  |
| 1945        | ХВАТУ/СКА (Харків)           | ДКА/СКА (Одеса)                | «Наука»/ «Буревісник» (Київ)                      |                  |
| 1946        | ХВАТУ/СКА (Харків)           | «Харчовик» (Одеса)             | СКА (Київ)/КУСА                                   |                  |
| 1947        | ХВАТУ/СКА (Харків)           | СКА (Київ)/ОДО КВО             | «Здоров'я»/«Буревісник» (Одеса)                   |                  |
| 1948        | ХВАТУ/СКА (Харків)           | СКІФ/«Будівельник» (Київ)      | «Наука»/«Буревісник» (Одеса)                      |                  |
| 1949        | ХВАТУ/СКА (Харків)           | «Наука»/«Буревісник» (Одеса)   | СКІФ/«Будівельник» (Київ), «Будівельник» (Харків) |                  |
| 1950        | ХВАТУ/СКА (Харків)           | «Наука»/«Буревісник» (Одеса)   | «Будівельник» (Київ)                              |                  |
| 1951        | СКА (Київ)/ОДО КВО           | «Наука»/«Буревісник» (Одеса)   | «Зірка»/СКА (Харків)                              |                  |
| 1952        | «Наука»/«Буревісник» (Одеса) | СКА (Київ)/ОДО КВО             | «Будівельник» (Харків)                            |                  |
| 1953        | СКІФ/«Будівельник» (Київ)    | СКА (Київ)/ОДО КВО             | «Наука»/«Буревісник» (Одеса)                      |                  |
| 1954        | СКА (Київ)/ОДО КВО           | «Наука»/«Буревісник» (Одеса)   | СКІФ/«Будівельник» (Київ)                         |                  |
| 1954(зіма)  | «Буревісник» (Одеса)         | «Будівельник» (Харків)         | СКІФ (Львів)                                      |                  |
| 1955        | СКІФ/«Будівельник» (Київ)    | «Буревісник» (Київ)            | «Буревісник» (Львів)                              |                  |
| 1956(літо)  | «Буревісник»(Київ)           | «Металург» (Дніпропетровськ)   | «Буревісник»(Львів)                               |                  |
| 1956(зима)  | «Буревісник»(Київ)           | СКА (Київ)/ОДО КВО             | «Будівельник» (Харків)                            |                  |
| 1957(зима)  | СКА (Київ)                   | «Буревісник»(Київ)             | «Буревісник» (Одеса)                              |                  |
| 1957(весна) | СКА (Київ)                   | «Динамо»-КПІ (Київ)            | СКІФ/«Будівельник» (Київ)                         |                  |
| 1958(зима)  | СКІФ/«Будівельник» (Київ)    | ХВАІВУ (Харків)                | СкВО/СКА (Київ)                                   |                  |
| 1958(осінь) | «Буревісник»(Київ)           | Збірна Київ                    | «Буревісник» (Одеса)                              |                  |
| 1959        | СКІФ/«Будівельник» (Київ)    | СкВО/СКА (Київ)                | «Динамо»-КПІ (Київ)                               |                  |
| 1960        | СКІФ/«Будівельник» (Київ)    | СкВО/СКА (Київ)                | «Буревісник» (Одеса)                              |                  |
| 1961        | СКІФ/«Будівельник» (Київ)    | СкВО/СКА (Київ)                | «Буревісник» (Одеса)                              |                  |
| 1962        | «Сталь» (Дніпропетровськ)    | «Буревісник» (Вінниця)         | «Металург» (Запоріжжя)                            |                  |
| 1965        | «Будівельник» (Київ)         | «Авангард» (Донецьк)           | ?                                                 |                  |
| 1966        | «Будівельник» (Київ)         | ?                              | ?                                                 |                  |
| 1967        | «Авангард» (Донецьк)         | «Наука»/«Буревісник» (Одеса)   | «Будівельник» (Київ)                              | Спартакіада УРСР |
| 1981        | «Будівельник» (Київ)         | ?                              | ?                                                 |                  |
| 1991        | МКІ «Миколаїв»               | «Будівельник»-ХОВУФКС (Харків) | ?                                                 |                  |

## Призери Кубка УРСР
| Сезон | Володар                      | Фіналіст                    | 3-е місце                      |
| ----- | ---------------------------- | --------------------------- | ------------------------------ |
| 1949  | ОДО КВО/СКА (Київ)           | ?                           | —                              |
| 1950  | «Наука»/«Буревісник» (Одеса) | Харківський БК              | —                              |
| 1951  | ОДО КВО/СКА (Київ)           | «Харчовик» (Одеса)          | —                              |
| 1952  | ?                            | «Будівельник» (Харків)      | —                              |
| 1953  | «Наука»/«Буревісник» (Одеса) | «Наука»/«Буревісник» (Київ) | —                              |
| 1954  | «Медик» (Київ)               | «Наука»/«Буревісник» (Київ) | «Наука»/«Буревісник» (Одеса)   |
| 1957  | СКА (Київ)                   | «Буревісник»(Одеса)         | «Буревісник» (Дніпропетровськ) |
| 1964  | Будівельник                  | СКА (Київ)                  | —                              |